# Mbali Patera
La Mbali Patera è una struttura geologica della superficie di Io.